# Liancourt

Liancourt este o comună în departamentul Oise, Franța. În 1 ianuarie 2022 avea o populație de 6.884 de locuitori.